# Verloren (Nick & Simon)
Verloren is een single van het Nederlandse zangduo Nick & Simon uit 2006. Het stond in hetzelfde jaar als negende track op het album Nick & Simon, waar het de tweede single van was, na Steeds weer.

## Achtergrond
Verloren is geschreven door Nick Schilder en geproduceerd door Gordon Groothedde en Edwin van Hoevelaak. Het is een lied uit het genre palingsound. Het is verder een liefdesliedje, waarin de liedverteller zingt dat hij sinds hij een persoon ontmoet heeft, een verloren gevoel heeft. Het lied werd uitgebracht voor de single dat de grote doorbraak van het duo betekende; Vaarwel verleden / De soldaat. 

## Hitnoteringen
Het lied behaalde enkel in de Nederlandse Single Top 100 een notering. Het kwam hier tot de 25e positie in de elf weken dat het in de lijst stond.